# Мојмировце
Мојмировце (слч. Mojmírovce) насељено је мјесто са административним статусом сеоске општине (слч. obec) у округу Њитра, у Њитранском крају, Словачка Република.

## Становништво
| Година:    | 1994. | 2004.   | 2014.   | 2024.   |
| ---------- | ----- | ------- | ------- | ------- |
| Број људи: | 2827  | 2751    | 2856    | 2950    |
| Разлика:   |       | -2,68 % | +3,81 % | +3,29 % |

| Година:    | 2023. | 2024.   |
| ---------- | ----- | ------- |
| Број људи: | 2963  | 2950    |
| Разлика:   |       | -0,43 % |

Према подацима о броју становника из 2011. године насеље је имало 2.854 становника.